# Marmelade
Marmelade, in creolo haitiano Mamlad, è un comune di Haiti, capoluogo dell'arrondissement omonimo nel dipartimento dell'Artibonite.